# Troodontidae
Troodontidae ("troodontidi") byla čeleď ptákům podobných opeřených teropodních dinosaurů. Byli to aktivní a nebezpeční opeření dravci, lovící malou až středně velkou kořist v podobě drobných obratlovců. Dříve byly pozůstatky těchto dinosaurů velmi neúplné a fragmentární, teprve v posledních letech se jejich počet výrazně zvýšil (včetně objevů hnízd s vejci, vajíček se zachovaným embryem i objevů pernatého pokryvu těla).

## Popis
Troodontidi byli malí až středně velcí predátoři (hmotnost asi od 1 do 100 kg). Jejich zvláštním znakem jsou proporčně velmi dlouhé nohy a „srpovitý“ dráp na zadní končetině, podobný tomu, jaký mají dromeosauridi. Troodontidi patří mezi dinosaury blízce příbuzné ptákům a mnohé jejich anatomické rysy to potvrzují. Je velmi pravděpodobné, že tito teropodi byli endotermní ("teplokrevní"), podobně jako současní ptáci.
Tito opeření teropodi také patří mezi nejinteligentnější dinosaury s relativně největší mozkovnou (např. rod Troodon). Rekordní EQ (encefaliční kvocient) má u tohoto rodu hodnotu až 6,48 (jeho mozek byl tedy relativně 6,5krát větší, než mozek stejně velkého krokodýla). Troodontidi tedy patřili zřejmě k nejinteligentnějším dinosaurům a stali se základem pro spekulativní úvahy o možné sapientaci dinosaurů do podoby tzv. dinosauroidů.
Charakteristikou těchto teropodů je poměrně velký mozek a s ním související relativně vysoká inteligence. Spekuluje se dokonce o možnosti, že někteří z těchto dinosaurů mohli být schopni používat jednoduché nástroje (v podobě větví, kamenů, apod.).
Objevy sérií fosilních stop z Číny ukazují, že tito teropodi kráčeli "klidovou" rychlostí kolem 4,6 km/h.
Velcí zástupci čeledi troodontidů, jejichž fosilie byly objeveny na Aljašce, dosahovali délky kolem 4 metrů a představují patrně největší zástupce této skupiny. Větší rozměry těchto polárních druhů nejspíš souvisí s jejich dlouhodobým pobytem v oblastech s nízkými teplotami.
Biogeochemický rozbor zubů troodontidů naznačuje, že se mohlo jednat spíše o všežravce, než o výlučné dravce.

## Rozmnožování
Výzkum kvalitně dochovaných hnízd troodontidů v Číně ukázal, že samice kladly vajíčka vertikálně a umisťovaly je v hnízdech do tvaru spirál. Pro stavbu hnízd vyhledávaly vhodný písčitý nebo bahnitý povrch.

## Taxonomie
- Čeleď Troodontidae
  - Albertavenator
  - Almas
  - Anchiornis
  -  ?Archaeornithoides
  - Borogovia
  - Byronosaurus
  - Daliansaurus
  -  ?Elopteryx
  - Geminiraptor
  - Harenadraco
  - Hesperornithoides
  - Hypnovenator
  - Jianianhualong
  - Jinfengopteryx
  -  ?Koparion
  - Latenivenatrix
  - Liaoningvenator
  - Linhevenator
  - Mei
  - Papiliovenator
  - Pectinodon
  - Saurornithoides
  - Sinornithoides
  - Sinusonasus
  - Sinovenator
  - Stenonychosaurus[10]
  - Tamarro
  - Talos
  - Tochisaurus
  - Troodon
  - Urbacodon
  - Xixiasaurus
  - Zanabazar
- Dosud nepopsaní jedinci
  - SPS 100/44 = "EK troodontid"
  - WDC DML 001 ("Lori")

Do této čeledi spadají také četné taxony, známé zatím jen podle fosilních zubů (například rody Paronychodon a Euronychodon).